# Dankeskirche (Bad Nauheim)

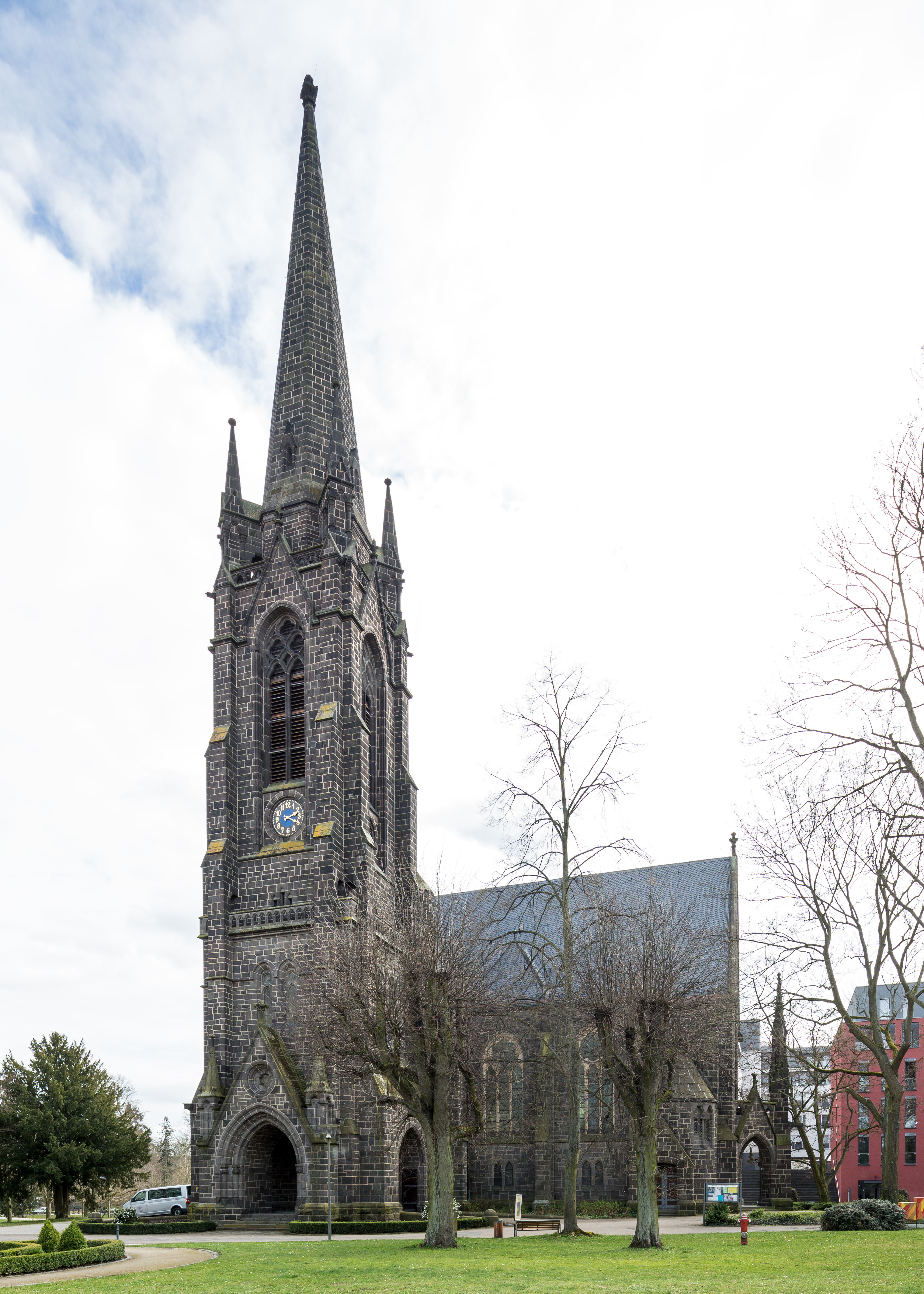
Dankeskirche von Nordwesten, März 2014

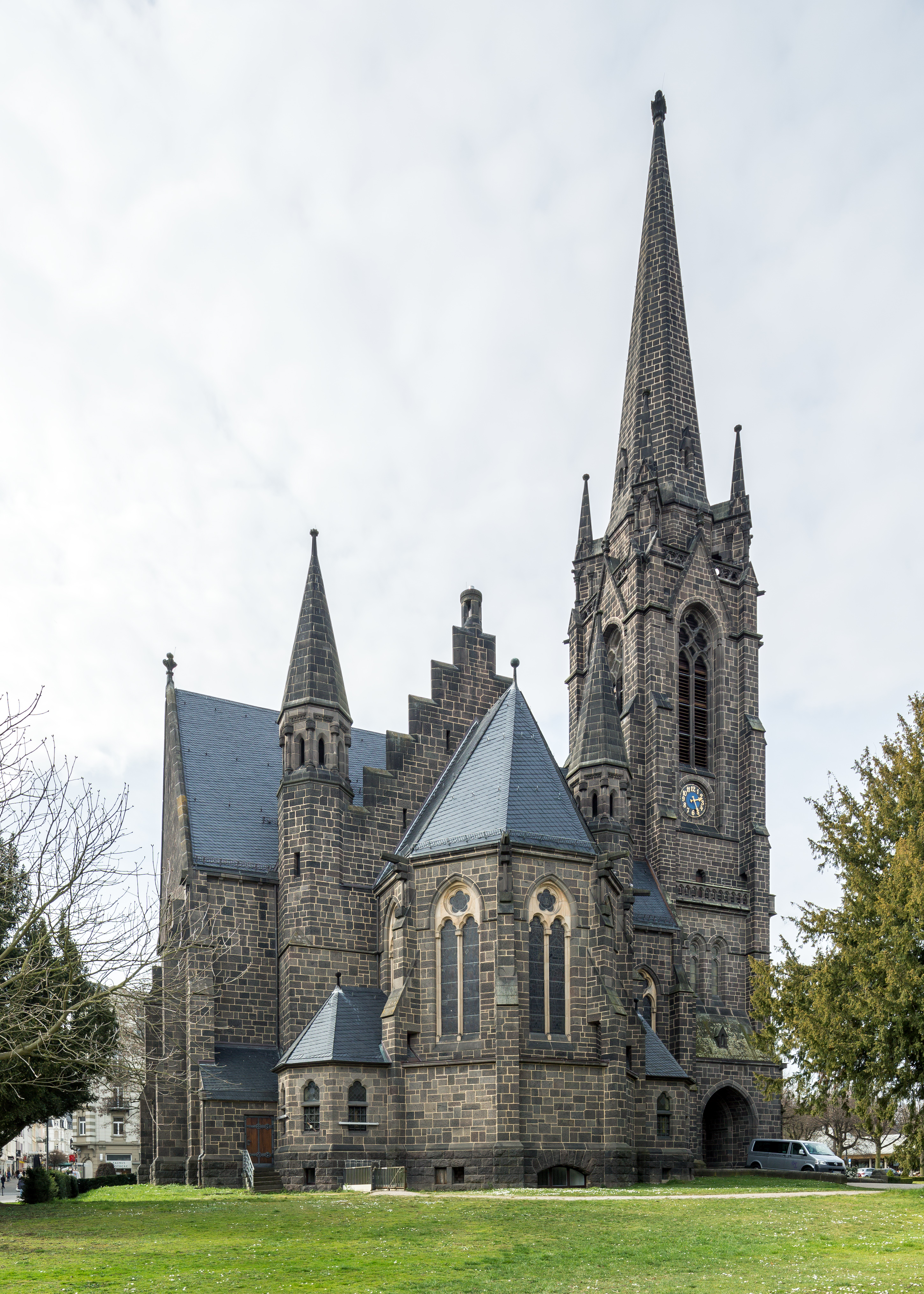
Dankeskirche von Südosten, März 2014

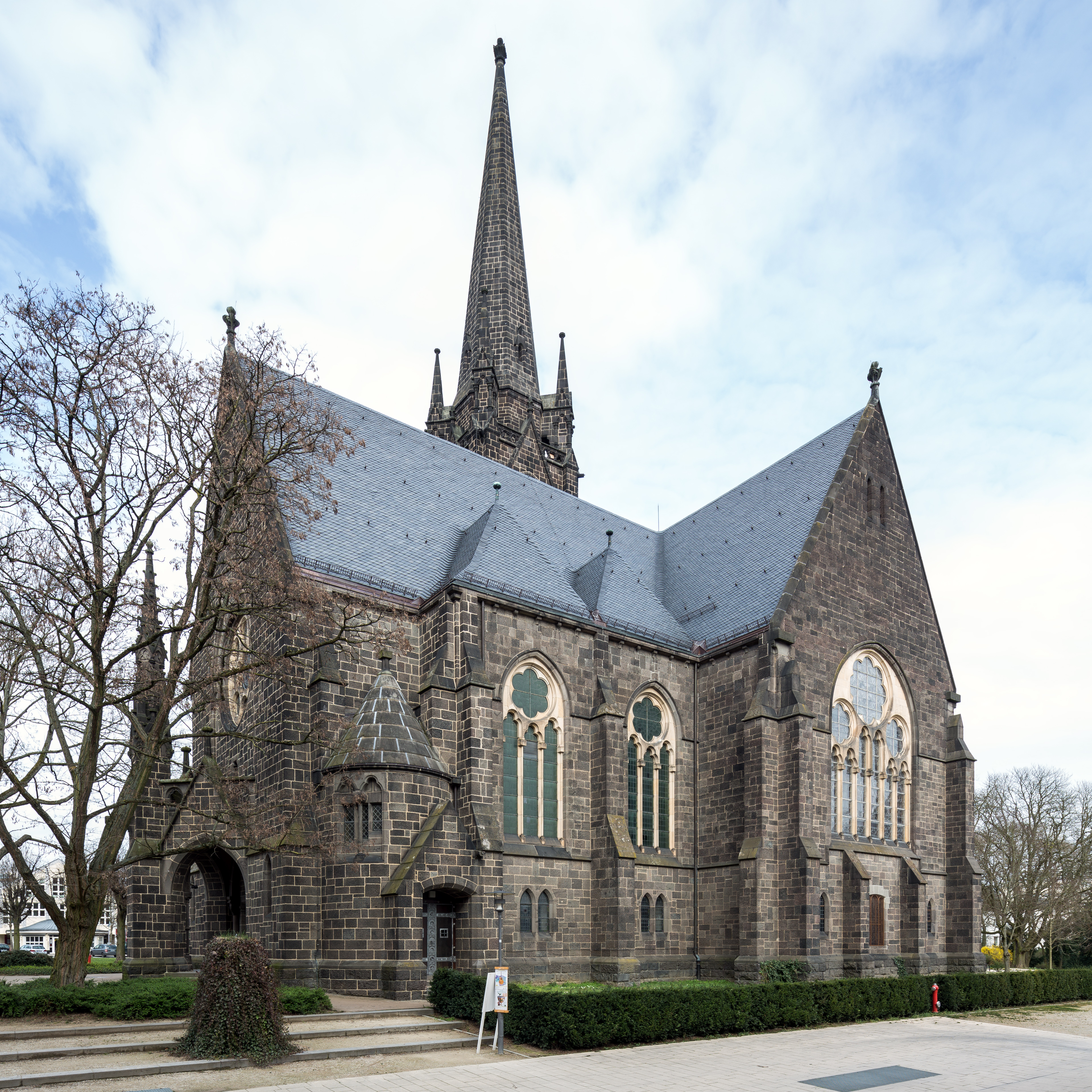
Dankeskirche von Südwesten, März 2014

Die Dankeskirche ist die zentrale evangelische Kirche in Bad Nauheim.

## Geschichte
Für das aufstrebende Kurbad Bad Nauheim war in der zweiten Hälfte des 19. Jahrhunderts die damals genutzte barocke Wilhelmskirche des ehemaligen Dorfes Nauheim zu klein geworden. Als Ersatz wurde ab 1893 eine neue Kirche geplant, deren Errichtung ab 1897 von einem Kirchbauverein unterstützt wurde. Die Kirche sollte – nach einer längeren Diskussion über den Standort – auch nicht mehr im alten Ortskern, sondern im Kurpark errichtet werden. Sie nahm den Standort des ersten Bad Nauheimer Badehauses ein. Der Name bezieht sich auf den Dank der Bad Nauheimer für die Heilquellen. Die Einweihung erfolgte am 21. Juni 1906 unter Anwesenheit von Großherzog Ernst Ludwig von Hessen und bei Rhein und der gesamten Regierung des Großherzogtums.

## Gebäude
Errichtet wurde 1903–1906 eine neugotische Hallenkirche nach einem Entwurf von Ludwig Hofmann aus dunklem Lungstein aus Basaltbrüchen in Londorf.
Der Grundriss auf einem Lateinischen Kreuz wird nach Osten von einem Chor mit Fünfachtelschluss abgeschlossen. Zwei kleinere Chorseitentürme und vor allem der dem nördlichen Querschiff vorgelagerte, mit einem spitzen Turmhelm bekrönte 70 Meter hohe Hauptturm (Vorbild könnten die Türme der Elisabethkirche in Marburg gewesen sein), bestimmen das äußere Bild. Das Sockelgeschoss des Turmes ist zugleich die Überdachung einer Vorfahrt für Kutschen.

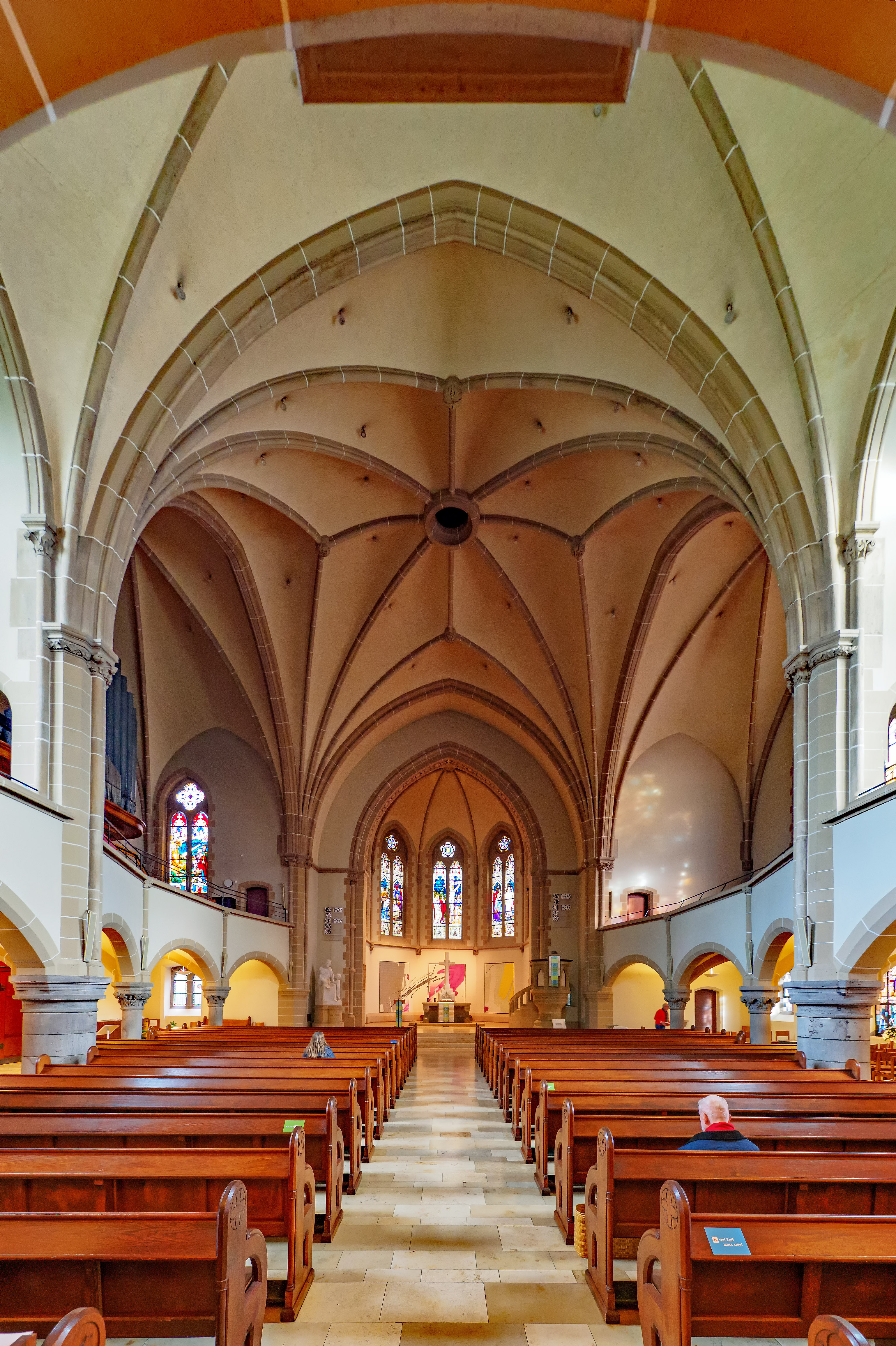
Mittelschiff und Gewölbe

Der Innenraum des Kirchenschiffs wird durch ein Gewölbe geprägt, das durch Rippen gegliedert ist, und durch an drei Seiten umlaufende Emporen. Bauskulpturen, Altar und Kanzel – alle dem Historismus verpflichtet – stammen von Ludwig Gievers, der Taufstein im Chor von Constantin Starck. Die originalen Buntglasfenster sind erhalten:
- Südliches Querschiff: Jesus am Teich Bethesda, so genanntes „Sprudelfenster“, von Adolf Schell und Otto Vittali
- Chorfenster: Szenen von Geburt, Kreuzigung und Auferstehung Jesu aus der Werkstatt von Staiger und Weitlich in Köln-Nippes
- Über der Orgelempore: David spielt vor Saul die Harfe und die Engel, die über dem Hirtenfeld in Bethlehem „Ehre sei Gott in der Höhe“ singen, von Hans Müller-Hickler
- Westrosette: Antlitz des sterbenden Christus nach einer Zeichnung von Johannes Starck

Unter den drei Chorfenstern wurde ein modernes, abstraktes Kunstwerk von Tobias Kammerer aus drei Tafeln installiert, das die Themen der Chorfenster aufnimmt und sie verstärken soll.
Unter der Südempore steht ein Taufstein aus dem 12. Jahrhundert, der aus der Vorgängerkirche der Gemeinde, der Wilhelmskirche hierher transloziert wurde.
Die vier Glocken stammen von der Glocken- und Kunstgießerei Rincker aus Sinn. Sie wurden 1955 in den Tönen b0, c1, d1 und f1 gegossen und sind zusammen 10.108 kg schwer.

## Orgel
Die Orgel geht zurück auf ein Instrument, das 1906 von der Orgelbauwerkstatt Eberhard Friedrich Walcker erbaut wurde. Das Instrument wurde in den Jahren 1964–1965 umgebaut, nach dem Vorbild einer Callinet-Orgel in Masevaux. Das Instrument hat heute 52 Register auf 3 Manualen, einem Kornett-Werk und Pedal. Die Register des schwellbaren Kornett-Werkes sind einzeln an jedes einzelne Manualwerk und an das Pedalwerk schaltbar. Vom 3. Manual aus lässt sich auch das Chorpositiv anspielen. Am 15. Oktober 2011 wurde die Rekonstruktion des historischen Fernwerks mit einem Orgelkonzert gefeiert.
Wegen des schlechten Erhaltungszustandes des Instruments waren zahlreiche Register nicht spielbar. Deshalb wurde ein Orgelneubau geplant, der durch die Firma Klais ausgeführt wurde. Dessen Gesamtkosten auf mehr als eine Million Euro geschätzt werden.

Am 20. April 2025 wurde die neue Klais-Orgel im Ostergottesdienst eingeweiht. Deren Disposition lautet folgendermaßen: 

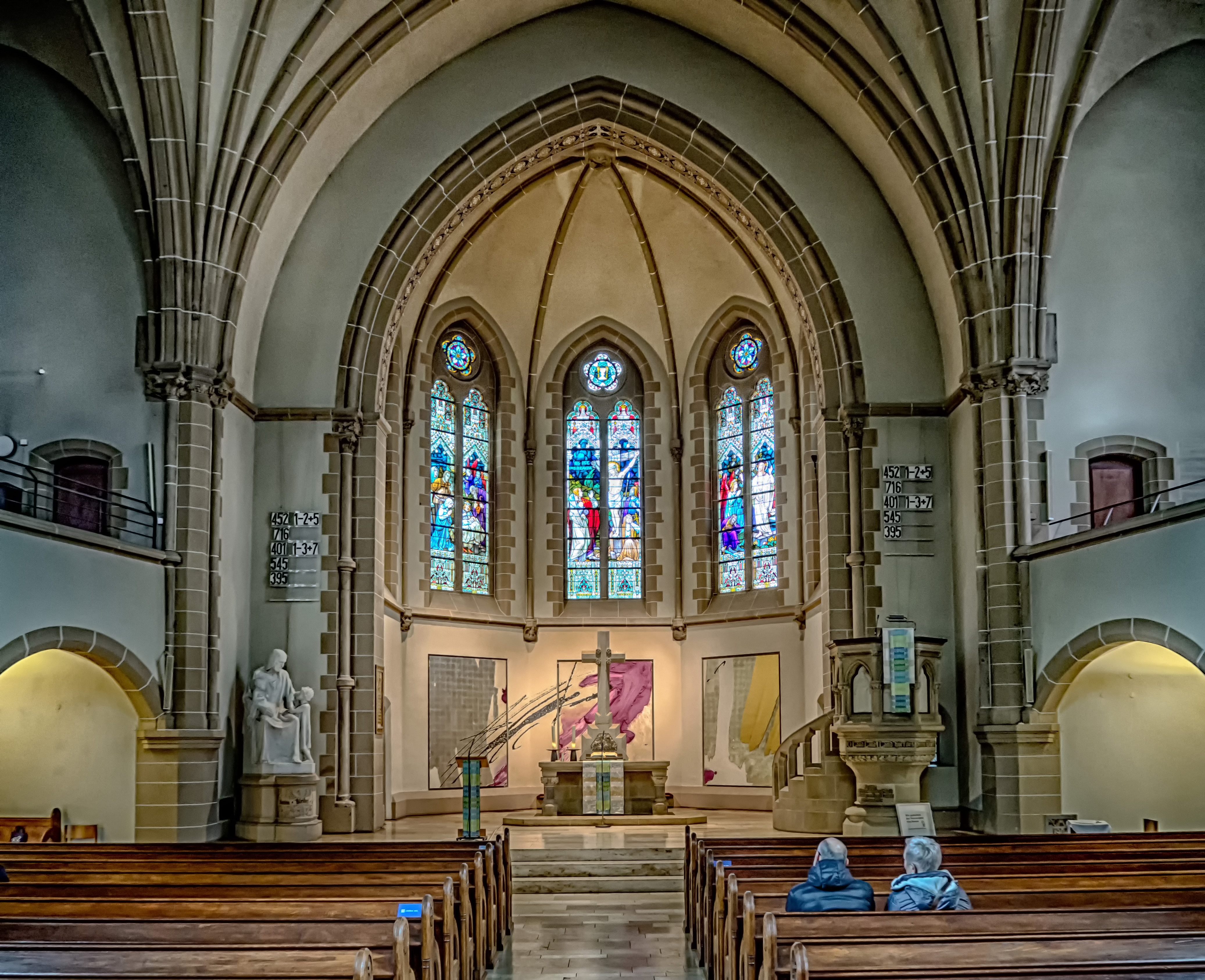
Altarraum

| I Hauptwerk C–c4 |                |        |
| 1.               | Praestant      | 16′    |
| 2.               | Bourdon        | 16′    |
| 3.               | Principal      | 8′     |
| 4.               | Praestant      | 8'     |
| 5.               | Viola da Gamba | 8'     |
| 6.               | Concertflöte   | 8'     |
| 7.               | Gedackt        | 8'     |
| 8.               | Dolce          | 8'     |
| 9.               | Octav          | 4'     |
| 10.              | Rohrflöte      | 4'     |
| 11.              | Quinte         | 2 ⁄3'  |
| 12.              | Octav          | 2'     |
| 13.              | Terz           | 1 3⁄5' |
| 14.              | Cornett        | 2 ⁄3'  |
| 15.              | Mixtur major   | 1 ⁄3'  |
| 16.              | Mixtur minor   | 1'     |
| 17.              | Bombarde       | 16'    |
| 18.              | Basson         | 16'    |
| 19.              | Trompete       | 8'     |
| 20.              | Hautbois       | 8'     |
| 21.              | Clairon        | 4'     |
|                  | Tremulant      |        |

| II Positiv C–c4 |              |        |
| 22.             | Viola        | 16'    |
| 23.             | Bourdon      | 16'    |
| 24.             | Principal    | 8′     |
| 25.             | Salicional   | 8′     |
| 26.             | Quintatön    | 8'     |
| 27.             | Flöte        | 8'     |
| 28.             | Gedackt      | 8'     |
| 29..            | Octav        | 4'     |
| 30              | Traversflöte | 4'     |
| 31.             | Nasard       | 2 ⁄3'  |
| 32.             | Octav        | 2'     |
| 33.             | Flautino     | 2'     |
| 34.             | Terzflöte    | 1 3⁄5' |
| 35.             | Cymbel       | 1'     |
| 36.             | Basson       | 16'    |
| 37.             | Trompete     | 8'     |
| 38.             | Clarinette   | 8'     |
| 39.             | Hautbois     | 8'     |
|                 | Tremulant    |        |

| III Schwellwerk C–c4 |               |     |
| 40.                  | Viola         | 16' |
| 41.                  | Stillgedackt  | 16' |
| 42.                  | Viola         | 8′  |
| 43.                  | Harmonieflöte | 8′  |
| 44.                  | Bordun        | 8'  |
| 45.                  | Aeoline       | 8'  |
| 46.                  | Vox coelestis | 8'  |
| 47.                  | Fugara        | 4'  |
| 48.                  | Traverse      | 4'  |
| 49.                  | Vox coelestis | 4'  |
| 50.                  | Flautino      | 2'  |
| 51.                  | Piccolo       | 1'  |
| 52.                  | Cornett       | 8'  |
| 53.                  | Bombarde      | 16' |
| 54.                  | Basson        | 16' |
| 55.                  | Trompette     | 8'  |
| 56.                  | Hautbois      | 8'  |
| 57.                  | Clairon       | 4'  |
|                      | Tremulant     |     |

| Fernwerk |              |    |
| 58.      | Echogambe    | 8' |
| 59.      | Bourdon doux | 8′ |
| 60.      | Spitzflöte   | 8' |
| 61.      | Spitzflöte   | 4' |
| 62.      | Vox humana   | 8' |
|          | Tremulant    |    |

| Pedal C–g1 |               |     |
| 63.        | Großuntersatz | 32' |
| 64.        | Untersatz     | 32' |
| 65.        | Contrabass    | 16' |
| 66.        | Praestant     | 16' |
| 67.        | Violon        | 16' |
| 68.        | Subbass       | 16' |
| 69.        | Gedacktbass   | 16' |
| 70.        | Octavbass     | 8'  |
| 71.        | Praestant     | 8'  |
| 72.        | Violoncello   | 8'  |
| 73.        | Flötenbass    | 8'  |
| 74.        | Gedecktbass   | 8'  |
| 75.        | Bordunbass    | 8'  |
| 76.        | Octav         | 4′  |
| 77.        | Flauto        | 4'  |
| 78.        | Contraposaune | 32' |
| 79.        | Posaune       | 16' |
| 80.        | Bombarde      | 16' |
| 81.        | Basson        | 16' |
| 82.        | Trompete      | 8'  |
| 83.        | Trompette     | 8'  |
| 84.        | Basson        | 8'  |
| 85.        | Clarino       | 4'  |
| 86.        | Schalmei      | 2'  |

Koppeln:
| II – I                  |
| III – I                 |
| III – II                |
| I – P                   |
| II – P                  |
| III – P                 |
| III sub – I             |
| III super – I           |
| III sub – II            |
| III super – II          |
| III sub – III           |
| III super – III         |
| III Äqual ab            |
| III super – P           |
| FW – I                  |
| FW – II                 |
| FW – III                |
| FW-III / SW-II / POS ab |
| III super – P           |